# Vasile Lupașc
Vasile Lupașc Sfinteș (* 28. April 1974 in Bacău, Kreis Bacău) ist ein rumänischer Historiker und Autor.  

## Leben
Vasile Lupașc studierte Geschichte und Geographie an der Universität der Walachei in Târgovişte. Auf seinen kommerziell erfolgreichen und auch ins Englische übersetzten Debütroman Răstignit între cruci über den walachischen Woiwoden Vlad III. Drăculea folgten Erzählungen, Hörbücher und Kinderbücher über weitere Herrscherpersönlichkeiten der rumänischen Geschichte. Lupașc arbeitet überdies als Drehbuchautor und Filmproduzent. An seiner Produktion Istorii despre Vlad Voievod Drăculea (Geschichten über den Woiwoden Drăculea; Regie: Andrei Chiriac) von 2015 beteiligten sich prominente rumänische Schauspieler, darunter Mircea Albulescu. Für den Animationskurzfilm O poveste despre Vlad Vodă (Eine Geschichte über den Woiwoden Vlad; Regie: Elena Ciolacu) erhielt er 2020 den Preis des britischen RATMA International Festival. Aufgrund seines kulturellen Engagements für die im Ausland lebenden Rumänen wurde 2018 im spanischen Saragossa eine rumänische Bibliothek nach Lupașc benannt.

## Werke (Auswahl)
- Răstignit între cruci sau viaţa şi dupăviaţa lui Vlad Vodă căruia norodul iau zis Ţepeş. Teil 1: Târgovişte 2009, ISBN 978-6-06-537020-3; Teil 2: Târgovişte 2010, ISBN 978-6-06-537040-1; Teil 3: Târgovişte 2021, ISBN 978-6-06-946044-3.
- Dracula, The Engraved Chest of Time – The True Story of King Vlad Dracula as Told by His Royal Knights. Târgovişte 2009, ISBN 978-6-06-921142-7.
- Păun Împărat. Basm pentru copiii ce vor schimba lumea. Târgovişte 2022, ISBN 978-6069460481.
- Marea carte a Unirii – Începuturi. Târgovişte 2021, ISBN 978-6069460405.